# Джордан, Майкл Бакари
Майкл Бака́ри Джо́рдан (англ. Michael Bakari Jordan; род. 9 февраля 1987, Санта-Ана, Калифорния, США) — американский актёр. Наиболее известен по фильмам «Станция „Фрутвейл“», «Фантастическая четвёрка», «Чёрная пантера», а также двум продолжениям серии «Рокки» — «Крид: Наследие Рокки» и «Крид 2». В январе 2022 года дебютировал в качестве режиссёра на съёмках фильма «Крид 3».

## Биография
Джордан родился в Санта-Ане, штат Калифорния, в семье Донны (урождённая Дэвис) и Майкла А. Джордана, ресторатора. Джордан был назван в честь баскетболиста Майкла Джордана, при том, что его отца тоже звали Майклом. Его второе имя, Бакари, на суахили означает «благая весть». Джордан является средним из трёх детей. Его старшая сестра, Джамила, работает на производстве, а младший брат — Халид — футболист Говардского университета.
Джордан провёл два года в Калифорнии, а затем вместе с семьёй переехал в Ньюарк, Нью-Джерси, где учился в местной школе искусств. Он не планировал стать актёром, а начал с работы в местных компаниях. Он занимался созданием спортивных товаров для Modell’s и Toys «R» Us. Несмотря на окончание сериала «Огни ночной пятницы», Джордан до сих пор живёт в квартире в Остине, где проходили съёмки.

## Карьера
В 2001 году Джордан сыграл в фильме «Хардбол» вместе с Киану Ривзом. В 2002 году он сыграл небольшую роль Уоллеса в первом сезоне сериала «Прослушка», став популярным. В марте 2003 года он присоединился к актёрскому составу сериала «Все мои дети», в котором до июня 2006 года играл роль подростка Реджи Портера.
Джордан появился в эпизодах таких сериалов, как «C.S.I.: Место преступления», «Без следа» и «Детектив Раш». После этого он получил роль в независимом фильме «Помутнение разума», а также снялся в главной роли в комедийном сериале «Ассистенты». В 2008 году Джордан появился в клипе на песню «Did You Wrong» рэпера Pleasure P. В 2009 году он стал приглашённым актёром в популярном сериале «Чёрная метка», а в 2010 году в сериале «Закон и порядок: Преступное намерение».

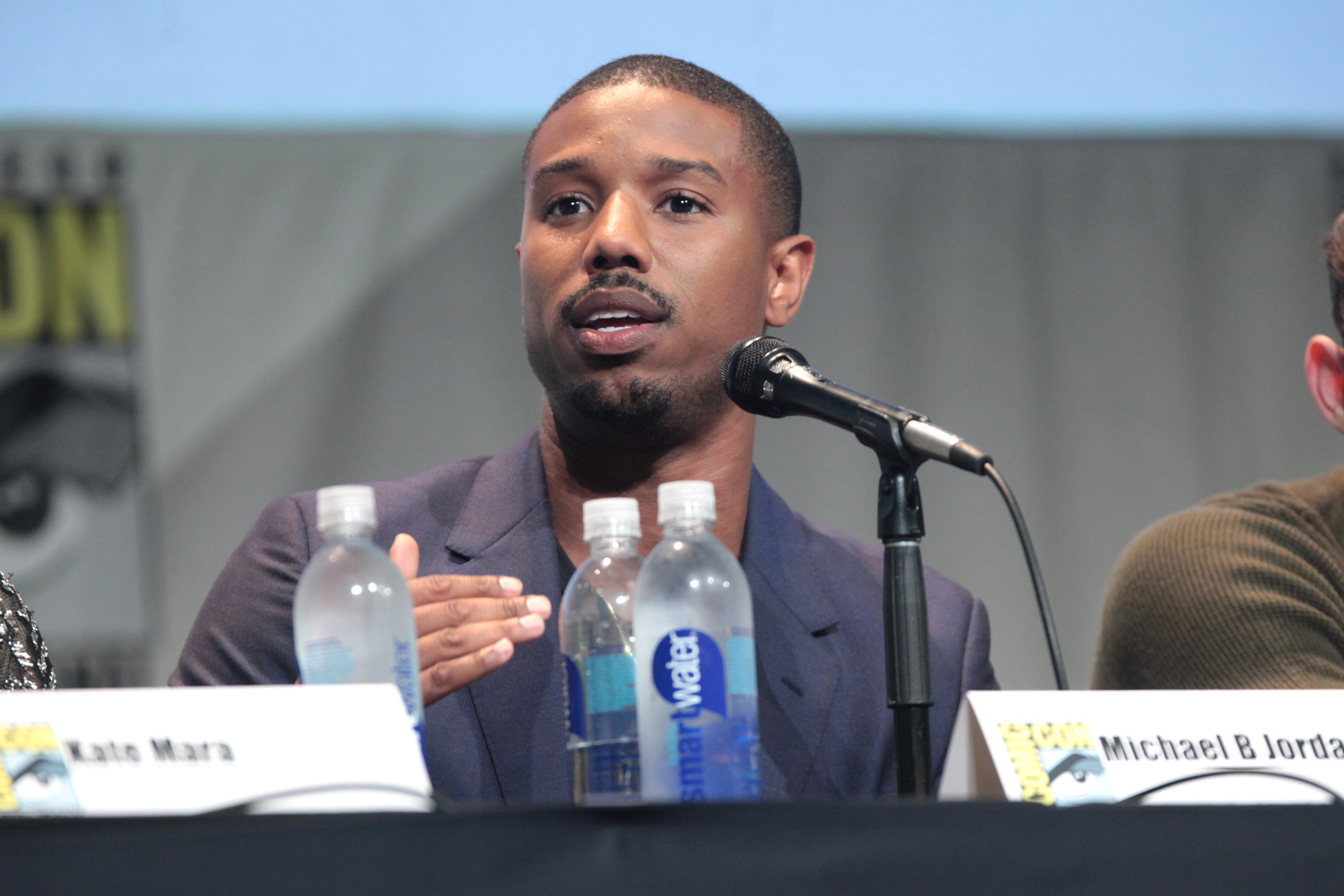
Джордан на San Diego Comic Con 2015

В 2009 году Джордан начал сниматься в главной роли в драматическом сериале «Огни ночной пятницы». В 2010 году он был внесён в список «55 лиц будущего» американского журнала Nylon Magazine. В том же году он получил постоянную роль в сериале «Родители». Сайт BuddyTV поставил Джордана на 80-е место в списке «Самых сексуальных мужчин телевидения 2011 года». В 2011 году Джордан озвучил персонажа в игре Gears of War 3.
В 2012 году Джордан снялся в военной драме «Красные хвосты», а также сыграл главную роль в фильме «Хроника» и стал приглашённым актёром в эпизоде сериала «Доктор Хаус». В 2013 году, после главной роли Оскара Гранта в фильме «Станция „Фрутвейл“», кинокритик из The Hollywood Reporter, Тодд Маккарти, назвал Джордана «молодым Дензелом Вашингтоном». После этой роли Джордан также был отмечен журналами People и Variety. Журнал Time назвал его одним из 30-ти людей в возрасте до 30 лет, которые меняют мир, также он был назван одним из Breakout Stars 2013 журналами Entertainment Weekly и GQ. Джордан озвучил персонажа в мультсериале «Лига справедливости: Парадокс источника конфликта».
В 2014 году он снялся в главной роли в фильме «Этот неловкий момент» с Заком Эфроном и Майлзом Теллером. В июле 2013 года было объявлено, что Джордан сыграет второго ученика Рокки Бальбоа в седьмом фильме серии «Рокки», где его партнёром по съёмочной площадке стал Сильвестр Сталлоне. В 2015 году он исполнил роль Джонни Шторма / Человека-факела в ремейке «Фантастическая четвёрка».

## Фильмография
| Год       |    | Русское название                                  | Оригинальное название                  | Роль                                          |
| --------- | -- | ------------------------------------------------- | -------------------------------------- | --------------------------------------------- |
| 1999      | с  | Клан Сопрано                                      | The Sopranos                           | Райдленд Кид                                  |
| 1999      | с  | Косби                                             | Cosby                                  | Майкл                                         |
| 1999      | ф  | Чёрное и белое                                    | Black and White                        | подросток                                     |
| 2001      | ф  | Хардбол                                           | Hardball                               | Джамаль                                       |
| 2002      | с  | Прослушка                                         | The Wire                               | Уоллес                                        |
| 2003—2006 | с  | Все мои дети                                      | All My Children                        | Реджи Портер Монтгомери                       |
| 2006      | с  | C.S.I.: Место преступления                        | CSI: Crime Scene Investigation         | Моррис                                        |
| 2006      | с  | Без следа                                         | Without a Trace                        | Джесси Льюис                                  |
| 2007      | ф  | Помутнение разума                                 | Blackout                               | Си Джей                                       |
| 2007      | с  | Детектив Раш                                      | Cold Case                              | Майкл Картер                                  |
| 2009      | с  | Чёрная метка                                      | Burn Notice                            | Кори Дженсен                                  |
| 2009      | ф  | Пастор Браун                                      | Pastor Brown                           | Тарик Браун                                   |
| 2009      | с  | Ассистенты                                        | The Assistants                         | Нейт Уоррен                                   |
| 2009      | с  | Кости                                             | Bones                                  | Перри Уилсон                                  |
| 2009—2011 | с  | Огни ночной пятницы                               | Friday Night Lights                    | Винс Ховард                                   |
| 2010      | с  | Закон и порядок: Преступное намерение             | Law & Order: Criminal Intent           | Денни Форд                                    |
| 2010—2011 | с  | Обмани меня                                       | Lie to Me                              | Кей                                           |
| 2010—2011 | с  | Родители                                          | Parenthood                             | Алекс                                         |
| 2011      | ки | Gears of War 3                                    | Gears of War 3                         | Джейс Страттон                                |
| 2012      | ф  | Красные хвосты                                    | Red Tails                              | Маурис Уилсон                                 |
| 2012      | ф  | Хроника                                           | Chronicle                              | Стив Монтгомери                               |
| 2012      | с  | Доктор Хаус                                       | House                                  | Уилл Вествуд                                  |
| 2012      | ф  | Отель «Нуар»                                      | Hotel Noir                             | Леон                                          |
| 2012      | тф | Округ                                             | County                                 | Трэвис                                        |
| 2013      | ф  | Станция «Фрутвейл»                                | Fruitvale Station                      | Оскар Грант                                   |
| 2013      | мф | Лига справедливости: Парадокс источника конфликта | Justice League: The Flashpoint Paradox | Киборг / Виктор Стоун                         |
| 2014      | ф  | Этот неловкий момент                              | That Awkward Moment                    | Майки                                         |
| 2014      | с  | Билет выходного дня                               | Weekend Ticket                         |                                               |
| 2015      | ф  | Фантастическая четвёрка                           | The Fantastic Four                     | Джонни Шторм / Человека-факела                |
| 2015      | ф  | Крид: Наследие Рокки                              | Creed                                  | Адонис Крид                                   |
| 2018      | ф  | Чёрная пантера                                    | Black Panther                          | Н’Джадака / Эрик «Киллмонгер» Стивенс         |
| 2018      | тф | 451 градус по Фаренгейту                          | Fahrenheit 451                         | Гай Монтэг                                    |
| 2018      | ф  | Кин                                               | Kin                                    | чистильщик                                    |
| 2018      | ф  | Крид 2                                            | Creed II                               | Адонис Крид                                   |
| 2019—2022 | с  | Воспитывая Диона                                  | Raising Dion                           | Марк Уоррен                                   |
| 2020      | ф  | Просто помиловать                                 | Just Mercy                             | Брайан Стивенсон                              |
| 2020      | ф  | Без жалости                                       | Without Remorse                        | Джон Келли                                    |
| 2021      | мс | Что если…?                                        | What If…?                              | Киллмонгер                                    |
| 2021      | мс | Любовь. Смерть. Роботы                            | Love, Death & Robots                   | озвучка/захват движения (Эпизод «Life Hutch») |
| 2021      | ф  | Космический джем: Новое поколение                 | Space Jam: A New Legacy                | в роли самого себя (камео)                    |
| 2022      | ф  | Чёрная пантера: Ваканда навеки                    | Black Panther: Wakanda Forever         | Н’Джадака / Эрик «Киллмонгер» Стивенс         |
| 2023      | ф  | Крид 3                                            | Creed III                              | Адонис Крид                                   |
| 2025      | ф  | Грешники                                          | Sinners                                | Элайджа «Дым» Мур / Элиас «Пепел» Мур         |
| 2027      | ф  | Афера Томаса Крауна                               | The Thomas Crown Affair                | Томас Краун                                   |

## Награды
Награды
- Премия Национального совета кинокритиков США Прорывная мужская роль (Станция «Фрутвейл»)
- Премия «Спутник» Актёрский прорыв (Станция «Фрутвейл»)
- Национальное общество кинокритиков США за лучшую мужскую роль (Крид: Наследие Рокки)
- NAACP Image Award в номинации « Артист года» (Крид: Наследие Рокки)
- All Def Movie Awards за лучшую мужскую роль (Крид: Наследие Рокки)
- Ассоциация афроамериканских кинокритиков за «Самое яркое исполнение роли» (Крид: Наследие Рокки)
- Black Reel Awards за лучшую мужскую роль (Крид: Наследие Рокки)
- Ассоциация онлайн-кинокритиков Бостона за лучшую мужскую роль (Крид: Наследие Рокки)
- Общество темнокожих кинокритиков за лучшую мужскую роль (Крид: Наследие Рокки)

Номинации
- Независимый дух за лучшую мужскую роль (Станция «Фрутвейл»)
- «Империя» за лучшую мужскую роль (Крид: Наследие Рокки)
- MTV Movie Awards за лучшую мужскую роль (Крид: Наследие Рокки)
- Общество онлайн-кинокритиков за лучшую мужскую роль (Крид: Наследие Рокки)
- Golden Schmoes Awards за лучшую мужскую роль (Крид: Наследие Рокки)
- Ассоциация кинокритиков Остина за лучшую мужскую роль (Крид: Наследие Рокки)
- Ассоциация кинокритиков Джорджии за лучшую мужскую роль (Крид: Наследие Рокки)
- Общество кинокритиков Сиэтла за лучшую мужскую роль (Крид: Наследие Рокки)